# Cladura fulvidorsata
Cladura fulvidorsata är en tvåvingeart som beskrevs av Alexander 1949. Cladura fulvidorsata ingår i släktet Cladura och familjen småharkrankar. Inga underarter finns listade i Catalogue of Life.